# كارم محمود
كارم محمود (16 مارس 1922 - 15 يناير 1995) هو مغني وممثل وملحن مصري، احتل مكانة متميزة بصوته الجميل الحاد، والمكانة الفنية المحترمة على مدى تاريخ طويل في الوسط الفني، وقد لقبه جمهوره بالكروان الطيب لمايتمتع به من حلاوة الصوت وهدوء طبعه ودماثة خلقه، عمل كارم محمود مع كبار أهل الفن والموسيقى والتلحين والغناء في مصر، مع كامل محمود، محمود الشريف، محمد الموجي، محمد سلطان، رياض السنباطي ومن أغانيه الشهيرة سمرا يا سمرا، والنبي يا جميل، على شط بحر الهوى، أمانة عليك، عنابي، يا أنا يا العزال.

## حياته
ولد كارم محمود في 16 مارس 1922 بمدينة دمنهور بمحافظة البحيرة، وكان والده يعمل في التجارة، وأثناء التحاقه بالمدرسة الابتدائية عمل كارم محمود في محل رفا. ويقال أنه قد نقل حلاوة الصوت عن والده الشيخ أبو ريا قارئ القرآن.

ذهب كارم محمود في عام 1938 للقاهرة ليلتحق طالبا بالفرع المدرسي بمعهد الموسيقى العربية وحصل على الدبلوم عام 1944، وكان يرعاه فنيا آنذاك مصطفى بيك رضا رئيس المعهد ومستشار الإذاعة المصرية. وبناء على توصية المستشار رضا التحق بفرقة الأنغام الذهبية واشترك في تسجيل الأغاني الوطنية، ثم سجل أغنية محلاها الدنيا مع حياة محمد وهبي، كما أن كارم محمود تدرب على غناء التراث على يد معلمه محمد حسن الشجاعي رئيس قسم الموسيقى والغناء، وعمل أيضا في تلك الفترة مع الشيخ فؤاد محفوظ ودرويش الحريري وصفر علي وآخرين..

## الإذاعة
بعد نجاحه مع فرقة الأنغام الذهبية أعطته الإذاعة فرصة الغناء منفردا والتلحين أيضا وقد أسندت إليه البطولة الغنائية لأكثر البرامج الإذاعية شهرة في ذلك الوقت، ولعلّ أجمل هذه البرامج في الأربعينات والخمسينات والستينات كانت بفضل هذا الثّلاثي: عبد الفتاح مصطفى /أحمد صدقي /كارم محمود. وكان تميز صوته بالحدة سببا في اختياره لبطولة العديد من الأوبريتات مثل أوبريت العشرة الطيبة لـ سيد درويش من تأليف محمد تيمور، وأوبريت «ليلة من ألف ليلة» لبيرم التونسي وأحمد صدقي. وقد لمع صوته بين الأصوات الكبيرة التي كانت تتسيد الغناء في مصر تلك الأيام، فوجد مكانته بين محمد قنديل وإبراهيم حمودة ومحمد الكحلاوي وغيرهم من عمالقة الغناء العربي في تلك الفترة من الزمن. ونتيجة لذلك أصبح كارم محمود فنانا مطلوبا من الكبار فطلبته المطربة بديعة مصابني للغناء معها.

استمر كارم محمود في تقديم أغانيه على مدى نصف قرن لم يفقد فيها رونقه كمطرب وملحن.

## من أغانيه
- أمانة عليك يا ليل طول
- والنبى يا جميـــل حوش عنى هواك
- على شــط بحر الهـــوى
- سمره يا سمره
- عنابى عنابي
- حوش عنى هواك
- يا حلو ناديلى
- داره قصاد دارى
- أمجاد يا عرب
- ايدك في ايدى
- يافايتني فحيرة
- يا بو العيون السود
- يانا يالعزال
- عرف الشوق يوصلي

## السينما والمسرح
شارك كارم محمود في بطولة 20 فيلما كان أولها فيلم بعنوان «ملكة الجمال» للمخرج نيازي مصطفى وغنى في الفيلم «آن الأوان يا زمان» وآخرها فيلم بعنوان «ثأر بايت» كما شارك في العديد من المسرحيات.

### الأفلام
هذه القائمة تشمل الأفلام التي ظهر بها كارم محمود، أدّى في بعضها دور البطولة (مثل فيلم دستة مناديل)، وظهر في بعضها الآخر مغنياً فقط (مثل فيلم المنتصر).
| اسم الفيلم        | تاريخ العرض    | المخرج           |
| ----------------- | -------------- | ---------------- |
| ملكة الجمال       | 25 أبريل 1946  | توجو مزراحي      |
| الخمسة جنيه       | 24 مايو 1946   | حسن حلمي         |
| شادية الوادي      | 7 أبريل 1947   | يوسف وهبي        |
| ورد شاه           | 12 فبراير 1948 | عبد الفتاح حسن   |
| فتنة              | 24 مايو 1948   | محمود إسماعيل    |
| نص الليل          | 14 مارس 1949   | حسين فوزي        |
| معلهش يا زهر      | 20 أبريل 1950  | هنري بركات       |
| عيني بترف         | 5 نوفمبر 1950  | عباس كامل        |
| ليلة غرام         | 12 مارس 1951   | أحمد بدرخان      |
| فايق ورايق        | 29 نوفمبر 1951 | حلمي رفلة        |
| خبر أبيض          | 23 فبراير 1951 | عباس كامل        |
| جزيرة الأحلام     | 9 سبتمبر 1951  | عبد العليم خطاب  |
| حضرة المحترم      | 25 أغسطس 1952  | عباس كامل        |
| المنتصر           | 14 أبريل 1952  | حلمي رفلة        |
| لسانك حصانك       | 20 يوليو 1953  | عباس كامل        |
| نور عيوني         | 19 أبريل 1954  | حسين فوزي        |
| عفريتة إسماعيل يس | 31 مايو 1954   | حسن الصيفي       |
| دستة مناديل       | 16 مايو 1954   | عباس كامل        |
| حلاق بغداد        | 1 يناير 1954   | حسين فوزي        |
| تحيا الرجالة      | 16 أكتوبر 1954 | أحمد كامل حفناوي |
| تار بايت          | 23 مايو 1955   | عباس كامل        |

### المسرحيات
- معروف الإسكافي
- 1948: تاكسي حصاوي
- 1965: سيد درويش
- 1968: مصرع كليوباترا (غناء)

## وفاته
توفي كارم محمود في لندن يوم الأحد 15 يناير عام 1995 عن عمر ناهز ال72.في وحدة العناية المركزة في مستشفى سانت ماري في لندن. وكانت آخر كلماته لأطبائه، قبل الجراحة: “الرجاء حماية الحبال الصوتية طوال الجراحة”.

## روابط خارجية
- كارم محمود على موقع IMDb (الإنجليزية)
- كارم محمود على موقع قاعدة بيانات الأفلام العربية
- كارم محمود على موقع ميوزك برينز (الإنجليزية)
- كارم محمود على موقع أول ميوزيك (الإنجليزية)
- كارم محمود على موقع ديسكوغز (الإنجليزية)